# Montes Altos
Montes Altos là một đô thị thuộc bang Maranhão, Brasil. Đô thị này có diện tích 1338,39 km², dân số năm 2007 là 8798 người, mật độ 6,57 người/km².